# 財政部關務署
財政部關務署（簡稱關務署）是中華民國的海關事務機構，隸屬於財政部，負責關稅稽徵、查緝走私、保稅退稅、貿易統計及接受其他機關委託代徵稅費、執行邊境管制。其前身為清咸豐四年（1854年）成立的海關總稅務司署，1991年2月3日更名為財政部關稅總局，2013年元旦合併財政部關政司後改為今制。該署目前下設基隆、臺北、臺中、高雄等4處海關。

## 歷史

### 清末以前
中國歷史上，在唐、宋、元及明初在各海港設立市舶司來管理海上對外貿易，為中國海關之初。明朝洪武元年，在上海設立太倉黃渡市舶司；洪武七年（1374年）撤銷全國的市舶司，直至永樂元年復設。
清朝康熙24年（1684年），將市舶司改為江（上海）、浙（寧波）、閩（福州）、粵（廣州）四處海關。乾隆22年（1757年）下旨，除粵海關外，撤銷所有其他海關。
道光23年（1843年）《中英南京條約》簽訂後，江海關設立盤驗所，進行外商的出入境申報及繳納關稅的業務，清政府開始將上海作為通商口岸的條文，上海自該日起正式開埠。清咸豐3年（1853年），英人乘上海小刀會起義時，強佔江海關。
太平天国占领天京后，清廷实际无力控制上海海关。在此情况下，咸豐4年（1854年），英国、法国和美国三国驻上海领事馆联合与苏松太道（上海实际行政长官）吴建彰谈判，决定由三国各派税务司一人，协助中國政府征集关税。當年7月，成立少關稅務管理委員會以及「海關總稅務司署」，最初除徵收關稅外，並參與籌建海軍、港務、郵政、助航設備（燈塔）、氣象、教育、外交等。1859年，英国税务司李泰国被清朝南洋通商大臣何桂清任命为海關总税务司，成为中国海关的最高领导。1861年，这个职位正式得到清廷的确认。1865年，总税务司署迁往北京台基廠。
與此同時，1861年，潮海關（正式名稱為「汕頭新關」）在媽嶼島開關，稅務司由美人擔任；3月23日，依《北京條約》在天津成立「津海關」；11月，英國亦根據《中英天津條約》將鎮江、九江、漢口闢為對外貿易口岸，並分設海關。清咸豐12年（1863年），在臺灣設立淡水關。光緒25年（1899年），德國人在青島成立膠海關。光緒33年（1907年），日本在大連成立大連關。
宣統二年（1911年），天津海關將大清郵政津局移交郵傳部，郵政業務脫離海關。

### 中華民國成立以後
中華民國成立以後，海關總稅務司署繼續執行國家海關職能。第一次世界大战前后，海关总税务司开展航道测量和航标建设，掌握了中国沿海与内河的引水权，在海关总署成立海务处，卡洛尔（Carrel）（英籍，海军退役校官）为海务巡工司。1920年至1925年先后向英国购买了“北斗”号（排水量约200吨）、“长庚”号（200吨）、“并征”号（1000吨）、“流星”号（800吨）、“海光”号（600吨）；又向香港太古船厂定造“海星”号（2000吨）、“春星”号（2300吨）蒸汽船。以上各舰均配备有马克沁重机枪，千吨以上的还在船头甲板加装一门3磅炮。“海星”、“流星”、“并征”、“海光”等4艘均涂白色，组成海务船队（即“航标船队”），其他船涂灰色编入缉私舰队。海务船队以上海为基地，海务处下设航标总工程师室，专门负责沿海与长江的航标建设工作。海务船队在中国沿海先后建设大型灯塔43座，在沿海港口和航道敷设了浮标、灯桩共200多个，按国际标准绘制和出版航海图50多张。中共建政后，航道与航标工作仍由中央人民政府海关总署掌管，直至1952年由中央人民政府交通部接管。
随着国民革命的反帝运动发展，1927年1月中國海关舰艇改挂青天白日满地红旗，取代五色旗。1928年7月25日中美签订《关税协定》，主要内容有：取消限制中国关税自主的条约条款，互相给予最惠国待遇，确立中国关税自主的原则等。此后，德、英、法、義、日等资本主义国家先后与中国签订了类似的承认中国关税自主的关税条约。1929年，總稅務司署迁回上海。
1929年2月21日，國民政府公布施行《民國十八年中華民國海關進口稅則》，中華民國完成關稅自主。1931年1月14日，國民政府修正《民國十八年中華民國海關進口稅則》為《海關進口稅則》。
中國抗日戰爭前期，總稅務司不顧日軍的威脅，設法保持海關完整。太平洋戰爭爆發後，侵華日軍立即佔領各地海關及在上海的總稅務司署。1941年12月8日，日軍佔領上海租界，接管江海關和海關總稅務司署，逮捕海關總稅務司梅樂和，改派日本人岸本廣吉任淪陷區海關總稅務司、赤谷由助為江海關稅務司。國民政府在後方重新設置總稅務司署，以美國人為首，統轄各地海關，管理國統區與外國，以及國統區與淪陷區之間的貿易。1945年日本投降後，兩署在上海重新合併。
1945年8月15日，日本無條件投降。9月13日，副總稅務司丁貴堂接管江海關，恢復執行《1934年進出口稅則》，廢除轉口稅和偽政權的稅捐，公告海關金單位兌換券和法幣比值為1比20。1946年11月17日，國民政府公布《修正進出口貿易暫行辦法》，廢止《進出口貿易暫行辦法》，海關全面實行許可證制度，一切貨物進口都須憑許可證辦理。1948年5月7日，總稅務司署下發聯合國審定的關貿總協定及所附《關稅減讓表》。
1949年4月，渡江战役前，驻在上海的总税务司公署随中华民国财政部撤台湾，总税务司李度（美籍）命令华北和上海的海关舰船立即驶往台湾。由于解放军很快封住了黄浦江口，因而只有A型舰“联星”号等3艘、Y型舰“海平”号等3艘和航标船“景星”号一艘逃台，Y型舰“海威”号驶往厦门后转去香港，其余舰艇全部被共产党接管。随着解放军陆续进占各海关所在地，中国共产党对旧海关实行接收和军管，终止旧中国海关总税务司署对各地海关的管辖，确立中国共产党和中央人民政府对海关的领导并确立海关行政管理权和关税自主权，规定一切外轮进口均需先报经军管会批准，对在旧中国海关任职的洋员统一审查处理，外籍税务司制度自此在中国大陆终结。1949年5月随上海战役结束，留守在上海的中国海关总税务司机构被中国共产党下令中止职权。1949年10月，中央人民政府海关总署在北京建立，并在之后接管了中国大陆的各海关机构。當年12月，總稅務司李度與海關總稅務司署隨中華民國政府遷往臺北，原隸屬海關海務部門的港務業務則轉由交通部各地港務局負責，惟助航設備仍由海關管理。1950年，末任外籍總稅務司李度退休，此後海關總稅務司均改由中華民國國籍人士擔任。
1991年2月1日《財政部關稅總局組織條例》公佈實施，海關總稅務司署改組為「財政部關稅總局」，「海關總稅務司」職位正式走入歷史。
2013年1月1日，配合財政部施行新組織架構，關稅總局合併財政部關政司升格為「財政部關務署」，同時將燈塔等助航設備業務移交交通部航港局。

## 組織

### 歷任首長
| 任別                                    | 姓名                                    | 就職時間                                | 卸任時間                                | 備註                                    |                                         |                                         |                                         |                                         |                                         |                                         |                                         |
| 海關總稅務司署 總稅務司（海關執行機關） | 海關總稅務司署 總稅務司（海關執行機關） | 海關總稅務司署 總稅務司（海關執行機關） | 海關總稅務司署 總稅務司（海關執行機關） | 海關總稅務司署 總稅務司（海關執行機關） | 海關總稅務司署 總稅務司（海關執行機關） | 海關總稅務司署 總稅務司（海關執行機關） | 海關總稅務司署 總稅務司（海關執行機關） | 海關總稅務司署 總稅務司（海關執行機關） | 海關總稅務司署 總稅務司（海關執行機關） | 海關總稅務司署 總稅務司（海關執行機關） | 海關總稅務司署 總稅務司（海關執行機關） |
| --------------------------------------- | --------------------------------------- | --------------------------------------- | --------------------------------------- | --------------------------------------- | --------------------------------------- | --------------------------------------- | --------------------------------------- | --------------------------------------- | --------------------------------------- | --------------------------------------- | --------------------------------------- |
| 1                                       | 李泰國 （英國籍）                       | 1859年                                  | 1861年                                  |                                         |                                         |                                         |                                         |                                         |                                         |                                         |                                         |
| 代理                                    | 赫德 （英國籍）                         | 1861年                                  | 1863年11月29日                          |                                         |                                         |                                         |                                         |                                         |                                         |                                         |                                         |
| 2                                       | 赫德 （英國籍）                         | 1863年11月30日                          | 1911年                                  |                                         |                                         |                                         |                                         |                                         |                                         |                                         |                                         |
| 代理                                    | 裴式楷 （英國籍）                       | 1908年                                  | 1910年                                  |                                         |                                         |                                         |                                         |                                         |                                         |                                         |                                         |
| 代理                                    | 安格聯 （英國籍）                       | 1911年6月17日                           | 1911年10月24日                          |                                         |                                         |                                         |                                         |                                         |                                         |                                         |                                         |
| 3                                       | 安格聯 （英國籍）                       | 1911年10月25日                          | 1929年                                  |                                         |                                         |                                         |                                         |                                         |                                         |                                         |                                         |
| 4                                       | 梅樂和 （英國籍）                       | 1929年1月                               | 1943年5月                               |                                         |                                         |                                         |                                         |                                         |                                         |                                         |                                         |
| 5                                       | 李度 （美國籍，Lester Knox Little）     | 1943年                                  | 1950年                                  |                                         |                                         |                                         |                                         |                                         |                                         |                                         |                                         |
| 代理                                    | 羅慶祥                                  | 1950年                                  | 1955年                                  |                                         |                                         |                                         |                                         |                                         |                                         |                                         |                                         |
| 代理                                    | 方度                                    | 1955年                                  | 1960年                                  |                                         |                                         |                                         |                                         |                                         |                                         |                                         |                                         |
| 6                                       | 方度                                    | 1960年6月24日                           | 1960年7月24日                           |                                         |                                         |                                         |                                         |                                         |                                         |                                         |                                         |
| 7                                       | 張申福                                  | 1960年                                  | 1964年                                  |                                         |                                         |                                         |                                         |                                         |                                         |                                         |                                         |
| 8                                       | 曲樹楨                                  | 1966年                                  | 1971年                                  |                                         |                                         |                                         |                                         |                                         |                                         |                                         |                                         |
| 9                                       | 王樹德                                  | 1972年                                  | 1978年                                  |                                         |                                         |                                         |                                         |                                         |                                         |                                         |                                         |
| 10                                      | 袁寶璧                                  | 1978年                                  | 1984年                                  |                                         |                                         |                                         |                                         |                                         |                                         |                                         |                                         |
| 11                                      | 鄭欽明                                  | 1984年                                  | 1987年                                  |                                         |                                         |                                         |                                         |                                         |                                         |                                         |                                         |
| 12                                      | 黃清潯                                  | 1987年                                  | 1990年                                  |                                         |                                         |                                         |                                         |                                         |                                         |                                         |                                         |
| 13                                      | 詹德和                                  | 1990年                                  | 1991年                                  |                                         |                                         |                                         |                                         |                                         |                                         |                                         |                                         |
| 財政部關務署 署長（財政部業務單位）     |                                         |                                         |                                         |                                         |                                         |                                         |                                         |                                         |                                         |                                         |                                         |
| 1                                       | 周德偉                                  | 1950年                                  | 1969年                                  |                                         |                                         |                                         |                                         |                                         |                                         |                                         |                                         |
| 2                                       | 郭梓強                                  | 1969年                                  | 1975年                                  |                                         |                                         |                                         |                                         |                                         |                                         |                                         |                                         |
| 3                                       | 王昭明                                  | 1975年                                  | 1978年                                  |                                         |                                         |                                         |                                         |                                         |                                         |                                         |                                         |
| 4                                       | 陸潤康                                  | 1978年                                  | 1980年                                  |                                         |                                         |                                         |                                         |                                         |                                         |                                         |                                         |
| 5                                       | 王建煊                                  | 1980年                                  | 1982年                                  |                                         |                                         |                                         |                                         |                                         |                                         |                                         |                                         |
| 財政部關政司 司長（財政部業務單位）     |                                         |                                         |                                         |                                         |                                         |                                         |                                         |                                         |                                         |                                         |                                         |
| 1                                       | 何瑞坤                                  | 1982年                                  | 1984年                                  |                                         |                                         |                                         |                                         |                                         |                                         |                                         |                                         |
| 2                                       | 賴英照                                  | 1984年                                  | 1989年                                  |                                         |                                         |                                         |                                         |                                         |                                         |                                         |                                         |
| 3                                       | 王德槐                                  | 1989年                                  | 1996年                                  |                                         |                                         |                                         |                                         |                                         |                                         |                                         |                                         |
| 4                                       | 劉榮主                                  | 1996年                                  | 2000年                                  |                                         |                                         |                                         |                                         |                                         |                                         |                                         |                                         |
| 5                                       | 俞邵武                                  | 2000年                                  | 2004年                                  |                                         |                                         |                                         |                                         |                                         |                                         |                                         |                                         |
| 6                                       | 簡良機                                  | 2004年                                  | 2006年                                  |                                         |                                         |                                         |                                         |                                         |                                         |                                         |                                         |
| 7                                       | 桂先農                                  | 2006年                                  | 2007年                                  |                                         |                                         |                                         |                                         |                                         |                                         |                                         |                                         |
| 8                                       | 劉榮主                                  | 2007年                                  | 2009年                                  |                                         |                                         |                                         |                                         |                                         |                                         |                                         |                                         |
| 9                                       | 王亮                                    | 2009年                                  | 2012年12月31日                          |                                         |                                         |                                         |                                         |                                         |                                         |                                         |                                         |
| 財政部關稅總局 總局長（海關執行機關）   |                                         |                                         |                                         |                                         |                                         |                                         |                                         |                                         |                                         |                                         |                                         |
| 1                                       | 詹德和                                  | 1991年                                  | 1998年                                  |                                         |                                         |                                         |                                         |                                         |                                         |                                         |                                         |
| 2                                       | 趙國安                                  | 1998年                                  | 2000年                                  |                                         |                                         |                                         |                                         |                                         |                                         |                                         |                                         |
| 3                                       | 傅仁雄                                  | 2000年                                  | 2001年                                  |                                         |                                         |                                         |                                         |                                         |                                         |                                         |                                         |
| 4                                       | 萬居財                                  | 2001年                                  | 2002年                                  |                                         |                                         |                                         |                                         |                                         |                                         |                                         |                                         |
| 5                                       | 鍾火成                                  | 2002年                                  | 2004年                                  |                                         |                                         |                                         |                                         |                                         |                                         |                                         |                                         |
| 6                                       | 俞邵武                                  | 2004年                                  | 2006年                                  |                                         |                                         |                                         |                                         |                                         |                                         |                                         |                                         |
| 7                                       | 簡良機                                  | 2006年                                  | 2009年                                  |                                         |                                         |                                         |                                         |                                         |                                         |                                         |                                         |
| 8                                       | 李茂                                    | 2009年                                  | 2010年                                  |                                         |                                         |                                         |                                         |                                         |                                         |                                         |                                         |
| 9                                       | 吳愛國                                  | 2010年                                  | 2011年                                  |                                         |                                         |                                         |                                         |                                         |                                         |                                         |                                         |
| 代理                                    | 黃定方                                  | 2011年                                  | 2012年                                  |                                         |                                         |                                         |                                         |                                         |                                         |                                         |                                         |
| 財政部關務署 署長                       |                                         |                                         |                                         |                                         |                                         |                                         |                                         |                                         |                                         |                                         |                                         |
| 1                                       | 王亮                                    | 2013年1月1日                            | 2014年1月16日                           |                                         |                                         |                                         |                                         |                                         |                                         |                                         |                                         |
| 2                                       | 饒平                                    | 2014年1月16日                           | 2015年12月2日                           |                                         |                                         |                                         |                                         |                                         |                                         |                                         |                                         |
| 3                                       | 莊水吉                                  | 2015年12月2日                           | 2016年7月18日                           |                                         |                                         |                                         |                                         |                                         |                                         |                                         |                                         |
| 4                                       | 廖超祥                                  | 2016年7月18日                           | 2018年7月16日                           |                                         |                                         |                                         |                                         |                                         |                                         |                                         |                                         |
| 5                                       | 謝鈴媛                                  | 2018年7月16日                           | 2022年3月7日                            |                                         |                                         |                                         |                                         |                                         |                                         |                                         |                                         |
| 6                                       | 彭英偉                                  | 2022年3月7日                            | 現任                                    |                                         |                                         |                                         |                                         |                                         |                                         |                                         |                                         |

### 人員編制
清末海關总税务司成立後，以“通令”作为行政形式，统管中国境内的所有海关，各海关设税务司一人，向总税务司汇报。总税务司的工作语言为英语。总税务司机构初期为英国人掌控，辛亥革命后美国、德国、法国和日本官员也逐渐进入。1929年后，中国本土官员开始进入总税务司上层领导职位。
下列為早期中國海關底下各稅務司的洋員編制，人員多半為英國籍。以光緒年間台灣《滬尾新關洋員名錄》為例：
| 稅務司     |            |            |          |          |              |
| 頭等幫辦   | 一等幫辦   | 二等幫辦   | 三等幫辦 | 四等幫辦 | 幫辦(未分級) |
| 供事       |            |            |          |          |              |
| 總巡       | 二等驗貨   | 三等驗貨   |          |          |              |
| 頭等鈐字手 | 二等鈐字手 | 三等鈐字手 |          |          |              |
| 醫師       |            |            |          |          |              |
| 技師       |            |            |          |          |              |

時至今日，財政部關務署組織編制如下：
- 署長一人，職務列簡任第十三職等
  - 副署長二人，職務列簡任第十二職等
    - 主任秘書，職務列簡任第十一職等
    - 研究委員

| 組 - 綜合規劃組 - 通關業務組 - 關務查緝組 - 調查稽核組 - 稅則法制組 - 關務資訊組（页面存档备份，存于） 室 - 秘書室 - 人事室 - 會計室 - 統計室 - 督察室 - 政風室 | 關務署在全國設有四個海關，分別掌管一般進出口貨物、保稅、物流中心、自由貿易港及各港口、機場之出入境旅客等通關業務： - 基隆關 （页面存档备份，存于）（關本部設於基隆港，負責基隆港、蘇澳港、臺北港、花蓮港、和平工業專用港、馬祖福澳港與白沙港） - 五堵分關 - 八里分關 - 桃園分關 - 花蓮分關 - 蘇澳派出課 - 馬祖派出課 - 臺北關（關本部設於桃園國際機場，負責桃園國際機場、臺北松山機場） - 松山分關 - 竹圍分關 - 臺中關（關本部設於臺中港，負責臺中港、臺中國際機場、麥寮工業專用港、臺中加工出口區） - 高雄關 （页面存档备份，存于）（關本部設於高雄港，負責高雄港、高雄國際機場、安平港、金門港、高雄加工出口區） - 小港分關 - 旗津分關 - 高雄機場分關 - 嘉南分關 |

現行關址

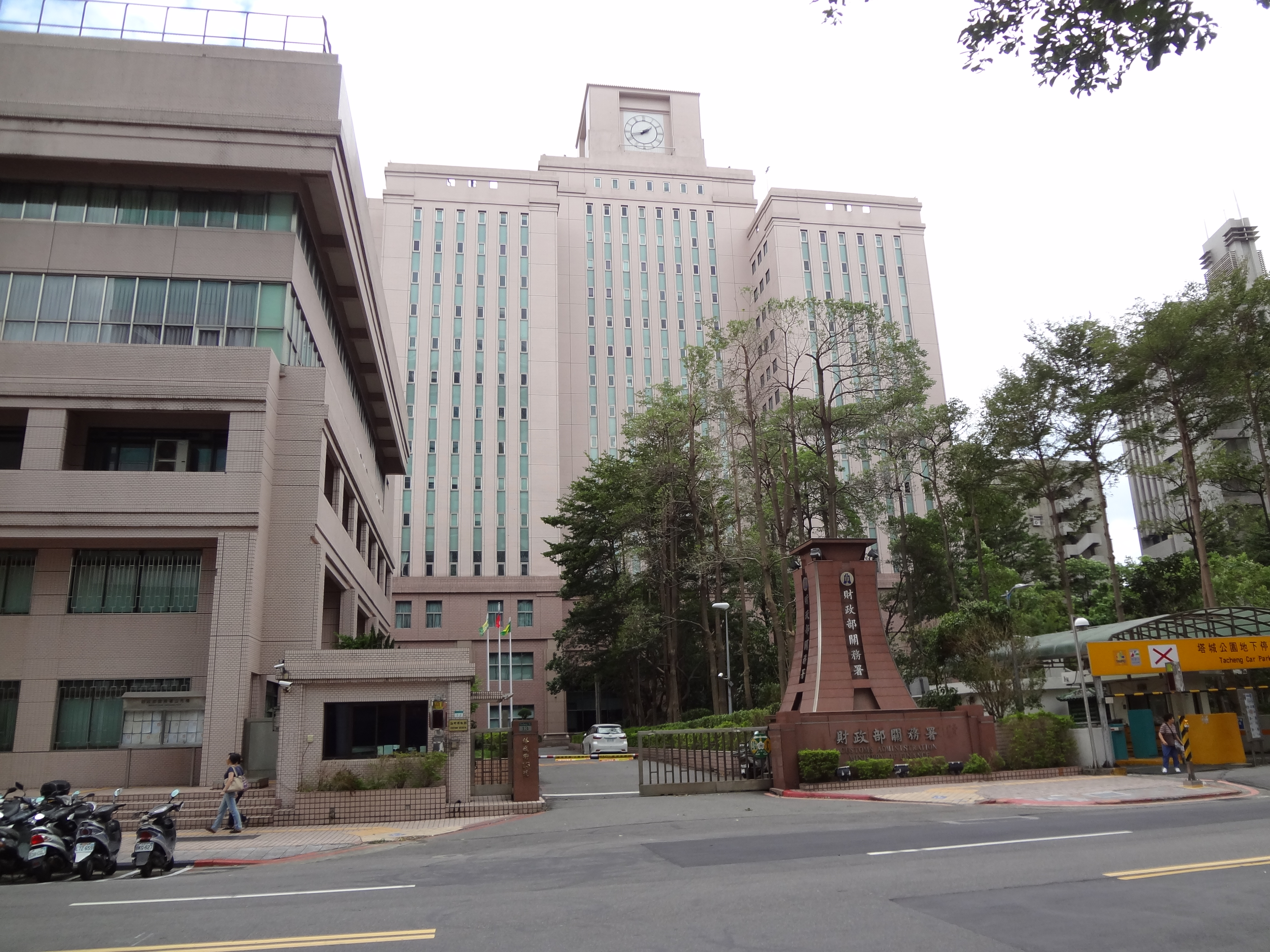
財政部關務署署址
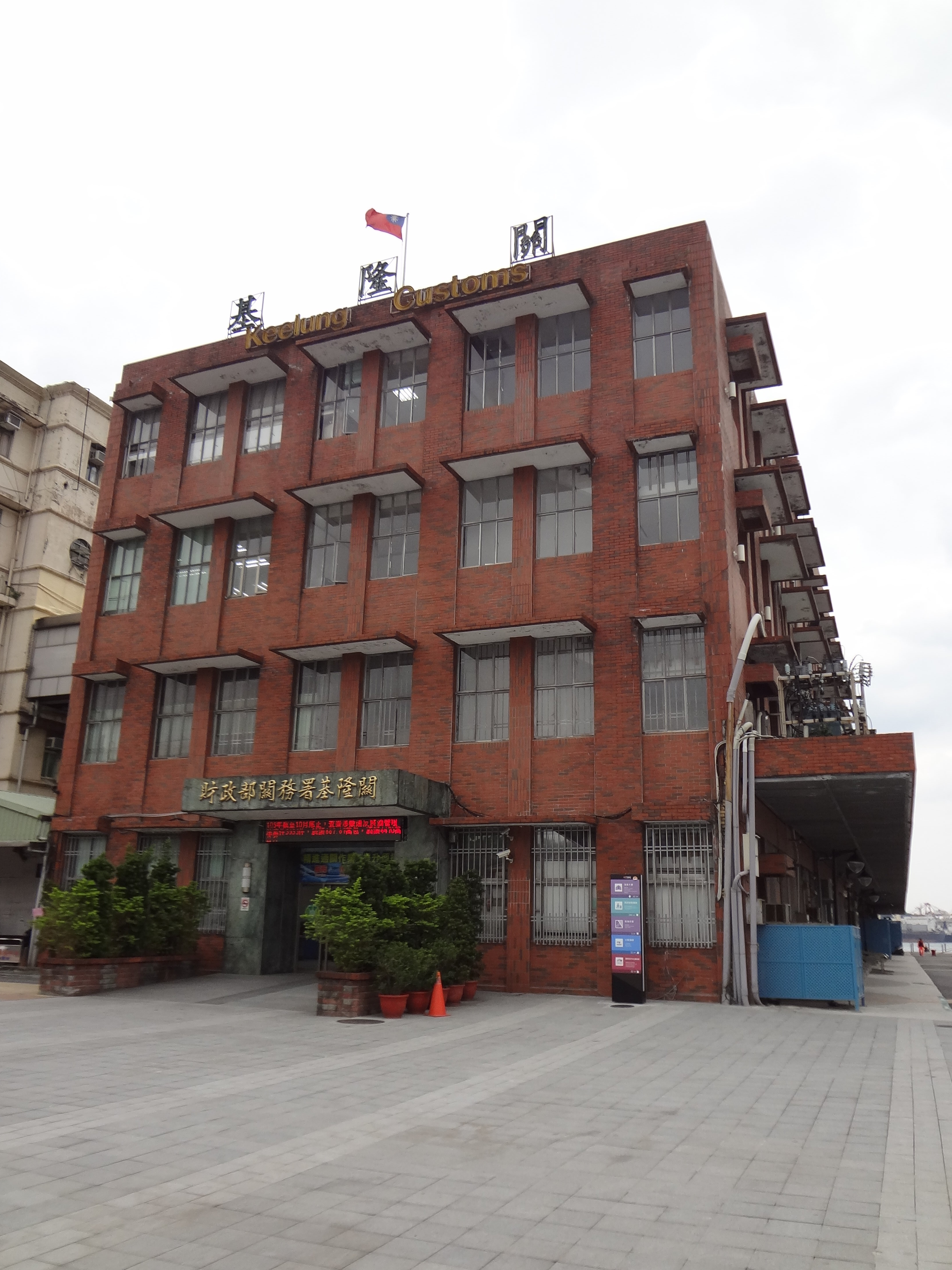
基隆關
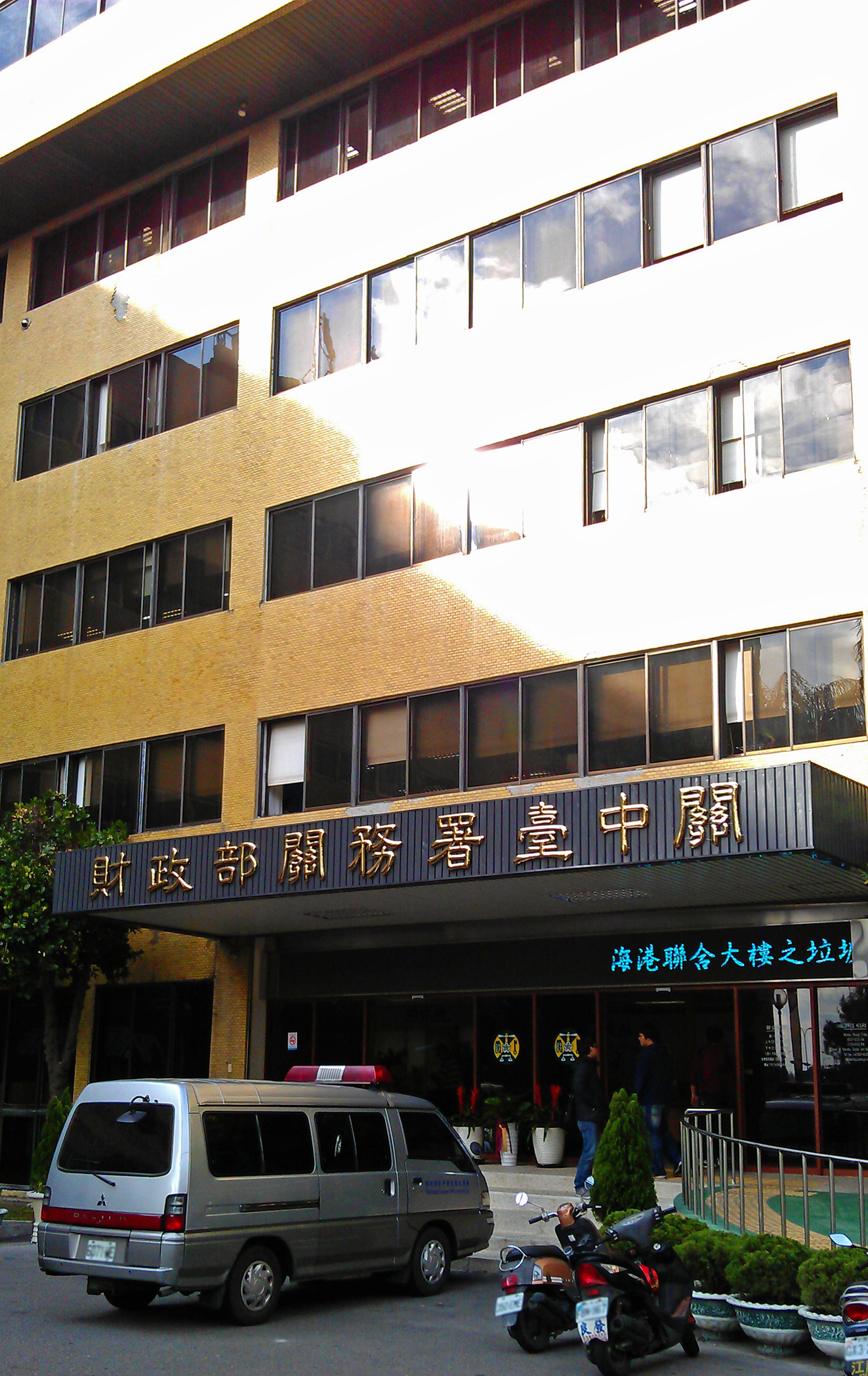
臺中關
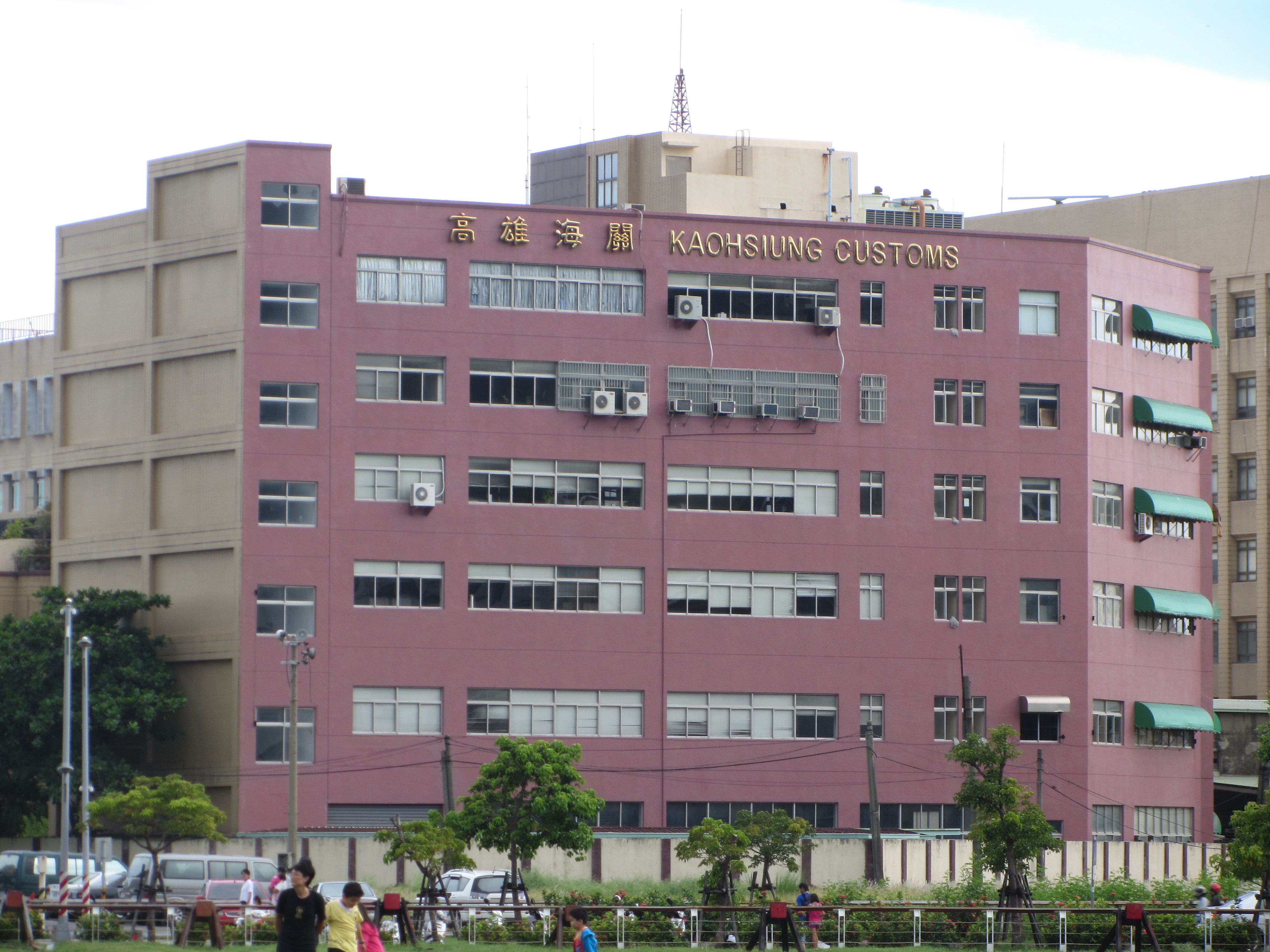
高雄關

大陸時期關址

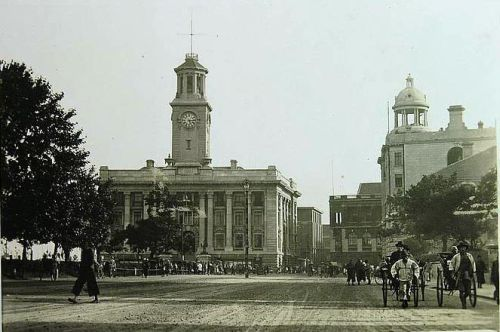
1924年1月21日落成的江漢關大樓
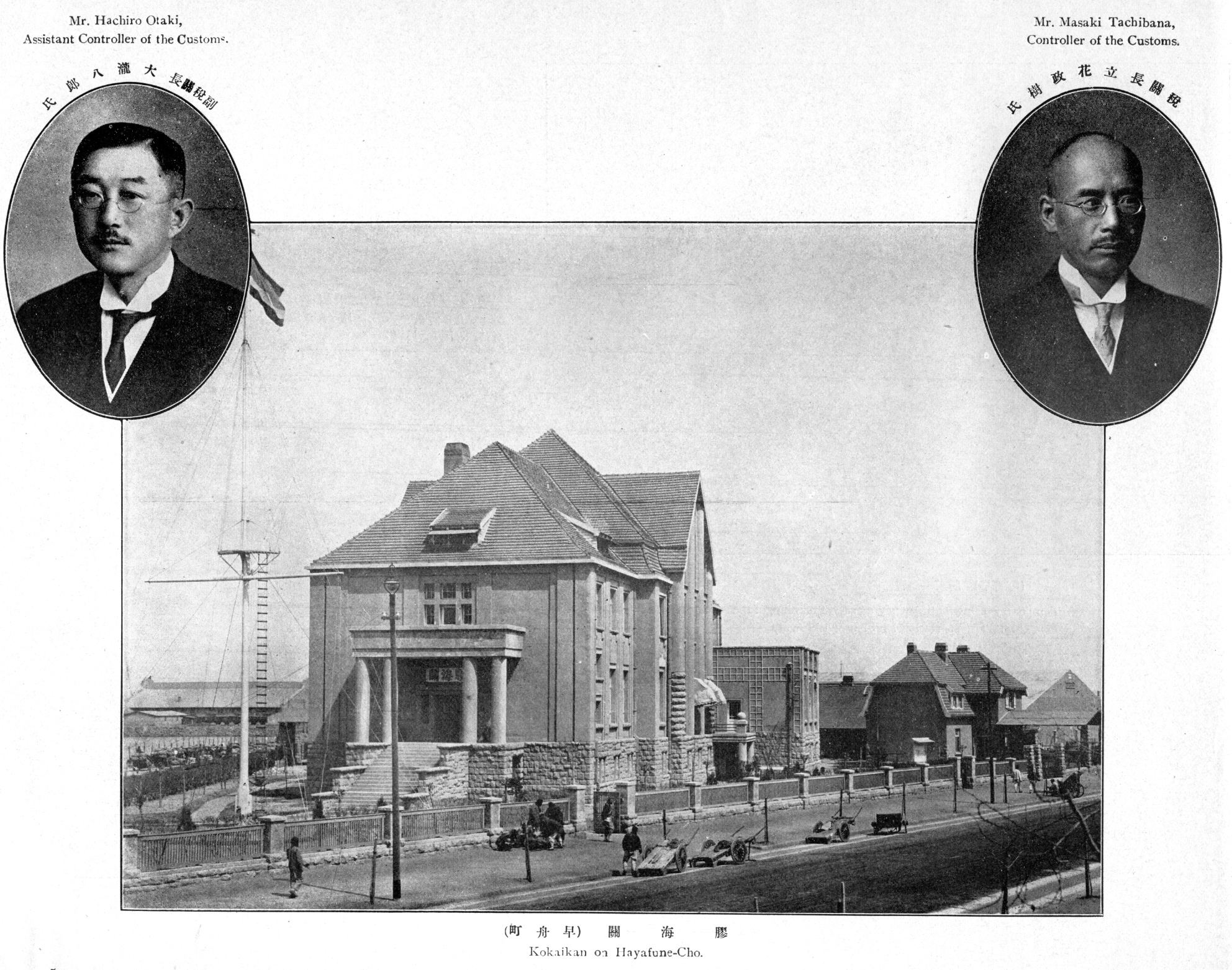
1914年4月落成的膠海關大樓
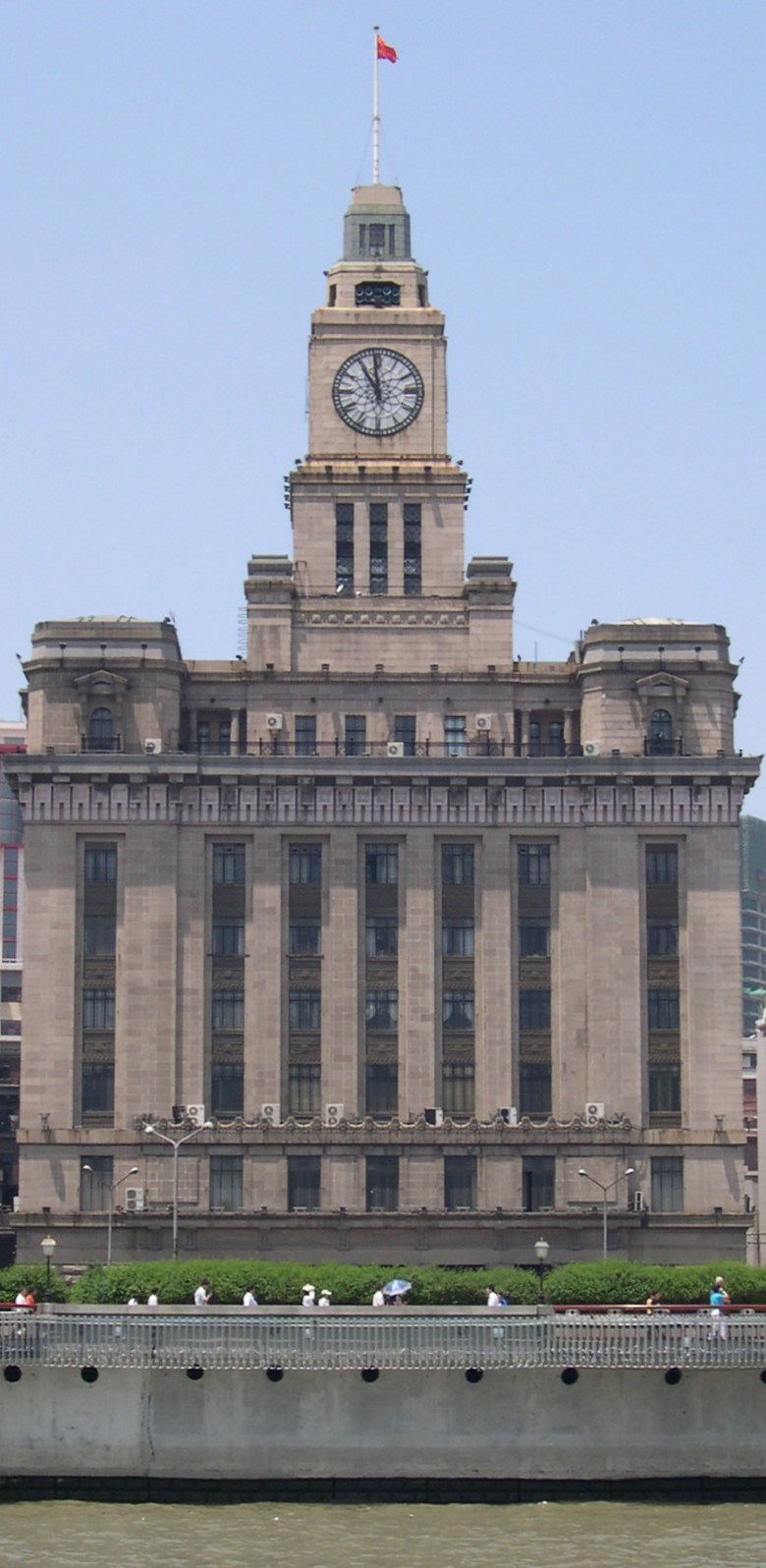
1927年12月19日落成的第四代江海關大厦
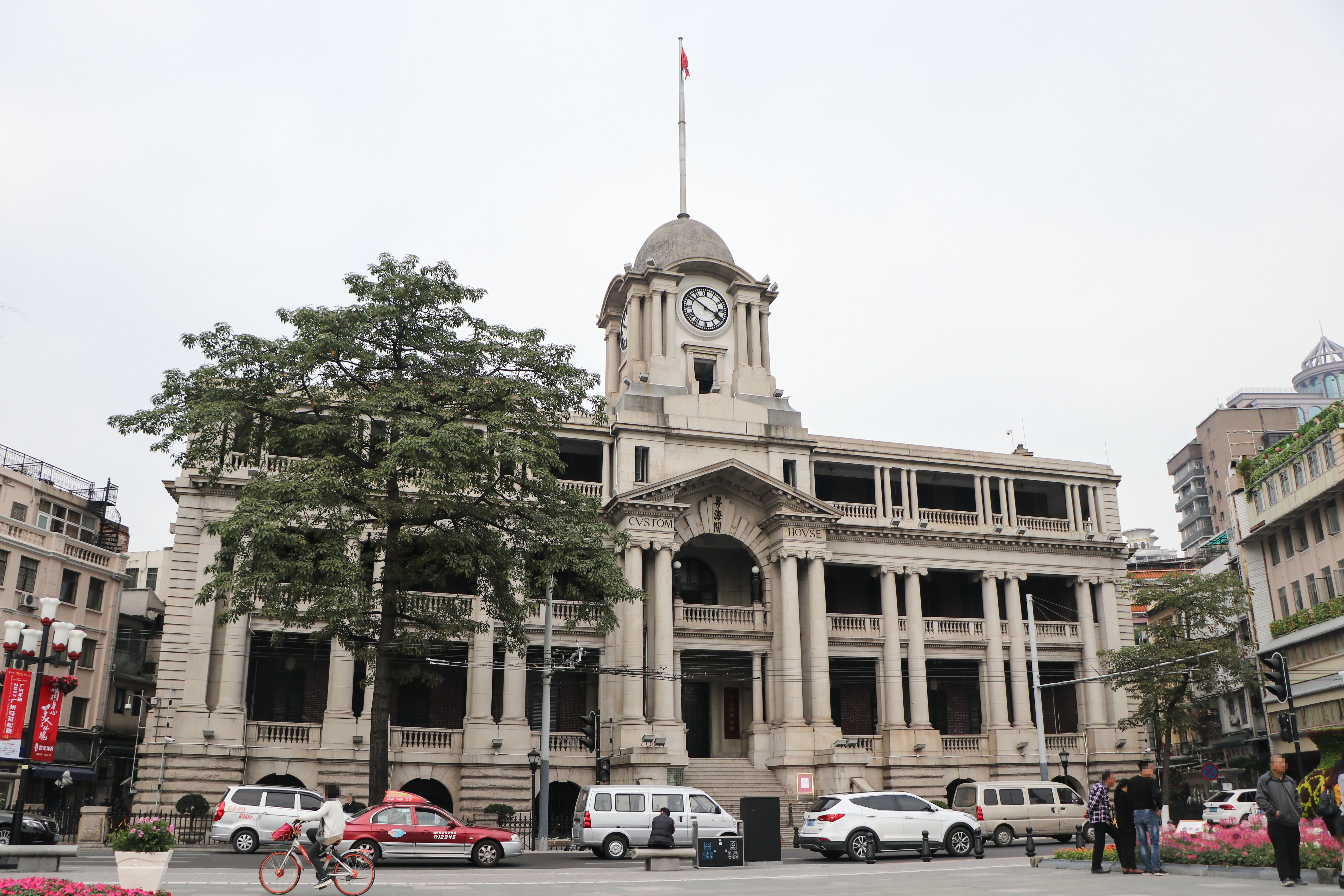
1916年5月落成的粵海關大樓（今粵海關博物館）
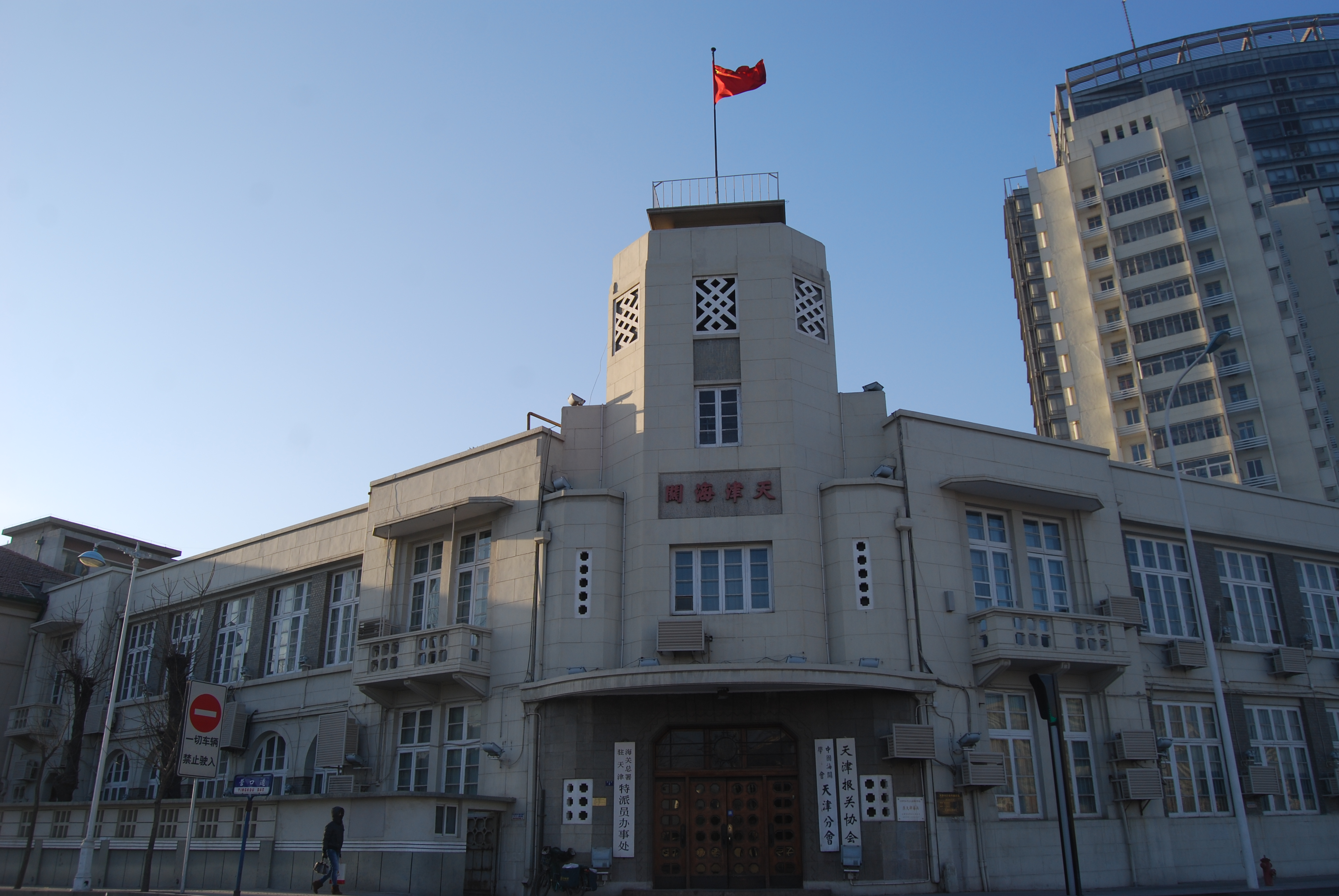
1869年建立的津海關（今海關總署駐天津特派員辦事處）
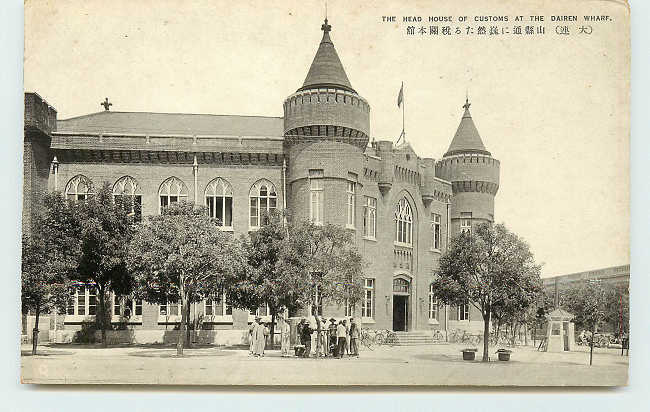
1914年建立的大連關（今遼寧省外貿輕工公司）

## 海關識別系統

### 旗、徽

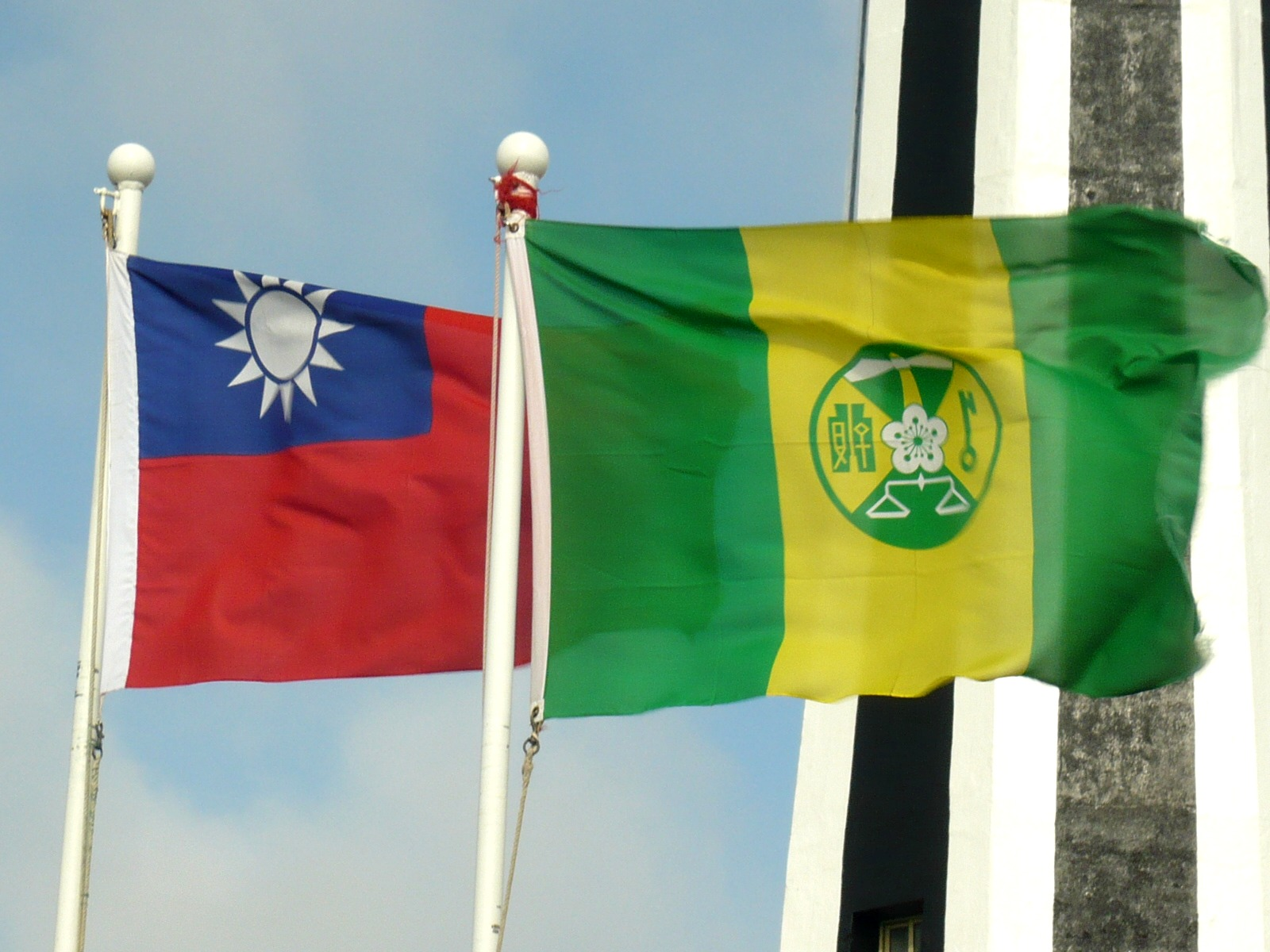
2010年攝於芳苑燈塔的海關關旗，是時燈塔仍由海關掌管

#### 現行
| 關徽 |
| 關徽 |

| 關旗 |
| 關旗 |

| 關務署長旗 |
| 關務署長旗 |

| 財政部長旗 |
| 財政部長旗 |

- 現行關徽、關旗於1975年公開徵選、1976年12月30日以臺字681號通函發布、1977年1月1日生效，沿用中國海關黃、綠兩傳統色彩，分別代表稽徵關稅、查緝走私。關徽含有梅花（國花）、燈塔（前程遠大及曾管理燈塔）、天平（公平公正）、財字標誌（隸屬財政部及稽徵關稅）、鑰匙（把守國門及揭發私貨）。關旗除了懸掛於關務署大樓，亦為海關艦艇艦艏旗，此時固定尺寸為96×64公分。燈塔仍由海關掌管時亦懸掛關旗。
- 關務署長旗用於署長蒞臨海關艦艇時懸掛於艦艇主桅桿，固定尺寸132.5×84公分。
- 財政部長旗沿用總稅務司梅樂和於1929年1月24日通令使用的總稅務司旗，用於部長蒞臨海關艦艇時懸掛於艦艇主桅桿，固定尺寸160×115.5公分。

#### 歷史

1867年[7]
1873年
1889年
1912年12月16日
1929年1月24日
1931年2月20日[8]
1977年1月1日[9]

- 綠底黃Ｘ旗為中國第一面海關旗，由首任總稅務司李泰國設計，第二任總稅務司赫德於1867年採用。1873年中國政府更改海關旗後，此旗仍為海關艦艇用旗之一，直到1977年1月1日。
- 1873年清廷訂定三角黃龍旗為海關旗，1889年修改為長方形。
- 1912年12月16日北洋政府定五色旗旗角加綠底黃Ｘ旗為海關旗。
- 1929年1月24日總稅務司梅樂和發布第3848號通令，以國旗加圓形綠底黃Ｘ為海關旗。
- 1929年10月國民政府《各項船舶旗幟圖》規定國旗加四條綠色水波紋為海關旗，但延至1931年2月20日才生效。
- 李國鼎擔任財政部長時認為海關綠底黃Ｘ旗形似「此路不通」，於是海關重新徵選關旗，1977年1月1日啟用現行旗式。

### 職階
財政部關務署之轄下所有關務人員，簡稱海關人員，依據關務人員服制管理要點穿著，在階級上在該要點清楚說明，而職位依據關務人員職務稱階表，其任務為負責關稅稽徵、查緝走私、保稅退稅、貿易統計及接受其他機關委託代徵稅費、執行管制。襯衣以白色為主，褲子以黑色為主，外套則是藏青色
| 物品     | 說明 |
| -------- | --- |
| 襯衣     | 白色 |
| 常服外套 | 藏青色 |
| 褲子     | 白色 |
| 大盤帽   | 顏色為白色，帽徽上方為青天白日國徽、中為白底金字繡有海關二字，下方有英文字樣，並由金色嘉禾穗包圍，並依據官職大小有其數量 |
| 小盤帽   | 顏色為白色，帽徽上方為青天白日國徽、中為白底金字繡有海關二字，下方有英文字樣，並由金色嘉禾穗包圍，並依據官職大小有其數量 |
| 勤務便帽 | 上繡海關與英文 |
| 階級肩章 | 依據官職大小所搭配。 |
| 胸章     | 上書海關職員編號及海關、CUSTOMS字樣，並鑲有關徽。                                                                        |

| 文官職等 | 簡任13職等         | 簡任12職等         | 簡任11職等             | 簡任10職等             |                        |                    |
| 官等官階 | 關務監一階         | 關務（技術）監二階 | 關務（技術）監三階     | 關務（技術）監四階     |                        |                    |
| 階級識別 |                    |                    |                        |                        |                        |                    |
| 文官職等 | 薦任9職等          | 薦任8職等          | 薦任8職等              | 薦任7職等              | 薦任6職等              |                    |
| 官等官階 | 關務（技術）正一階 | 關務（技術）正二階 | 高級關務（技術）員一階 | 高級關務（技術）員二階 | 高級關務（技術）員三階 |                    |
| 階級識別 |                    |                    |                        |                        |                        |                    |
| 文官職等 | 委任5職等          | 委任4職等          | 委任3職等              | 委任3職等              | 委任2職等              | 委任1職等          |
| 官等官階 | 關務（技術）員一階 | 關務（技術）員二階 | 關務（技術）員三階     | 關務（技術）佐一階     | 關務（技術）佐二階     | 關務（技術）佐三階 |
| 階級識別 |                    |                    |                        |                        |                        |                    |